# Anthony Price (scrittore)
John Allan Anthony Price (Hertfordshire, 16 agosto 1928 – 30 maggio 2019) è stato uno scrittore britannico di romanzi gialli.

## Biografia
Nato nell'Hertfordshire nel 1928, dopo gli studi alla King's School di Canterbury serve per due anni (dal '47 al '49) la British Army prima di proseguire gli studi al Merton College di Oxford dove ottiene un M.A. in storia nel 1956.
Dopo una lunga carriera nel giornalismo culminata con l'incarico di editore presso l'Oxford Times, esordisce nella narrativa nel 1970 con il romanzo di spionaggio The Labyrinth Makers che inaugura la serie avente per protagonisti il dottor Audley e il colonnello Butler.
Vincitore del premio Gold Dagger nel 1974 con Other Paths to Glory, si ritira dalle scene nel 1989 con The Memory Trap.

## Opere

### Serie Audley e Butler
- The Labyrinth Makers (1970)
- The Alamut Ambush (1971)
- Colonel Butler's Wolf (1972)
- October Men (1973) (Trad. it. La vendetta viene da lontano, Milano, Rizzoli, 1976)
- Other Paths to Glory (1974)
- Our Man in Camelot (1975)
- War Game (1976)
- The '44 Vintage (1978)
- Tomorrow's Ghost (1979)
- The Hour of the Donkey (1980)
- Soldier No More (1981)
- The Old Vengeful (1982)
- Gunner Kelly (1983)
- Sion Crossing (1984)
- Here Be Monsters (1985)
- For the Good of the State (1986)
- A New Kind of War (1987)
- A Prospect of Vengeance (1988)
- The Memory Trap (1989)

### Racconti
- The Road to Suez (1989)

### Saggi
- The Eyes of the Fleet: A Popular History of Frigates and their Captains, 1793-1815 (1980)

## Filmografia

### Televisione
- La mossa vincente (Chessgame) (1983) Serie TV (soggetto)

## Alcuni riconoscimenti
- Silver Dagger: 1970 vincitore con The Labyrinth Makers
- Gold Dagger: 1974 vincitore con Other Paths to Glory
- Martin Beck Award: 1978 vincitore con Other Paths to Glory